# Либеральная партия (Греция)
Либеральная партия (греч. Κόμμα Φιλελευθέρων), также известная как Национальный прогрессивный центристский союз (греч. Εθνική Προοδευτική Ένωσις Κέντρου) с 1952 года, — крупная политическая партия в Греции в начале и середине XX века. Она была основана в августе 1910 года Элефтериосом Венизелосом и продолжала доминировать в греческой политике в течение многих лет, пока не пришла в упадок после Второй мировой войны. Среди её наиболее известных членов, помимо Венизелоса, были Александрос Папанастасиу, Николаос Пластирас, Георгиос Папандреу и Константинос Мицотакис.
С момента основания эмблемой партии служил якорь, который Венизелос привёз с Крита.

## История
Первыми лидерами основанной на Крите (в то время он был автономным регионом в составе Османской империи) были Костис Мицотакис (дед Константиноса Мицотакиса) и Элефтериос Венизелос. После присоединения Крита к Греции Венизелос перебрался в Афины и превратил свою партию в национальную, определив её как Либеральную в 1910 году. В течение следующих 25 лет судьба партии будет тесно связана с личностью Венизелоса. Партия была юридически распущена после неудавшейся попытки государственного переворота во главе с Николаосом Пластирасом в 1935 году, хотя и продолжила оставаться активной и после этого.

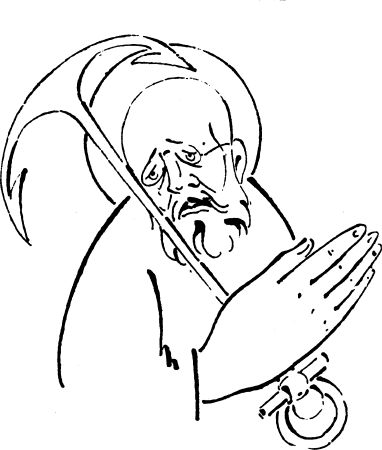
Карикатура на Венизелоса с якорем, символом его партии

Во время Второй мировой войны в Каире (Египет) с помощью британцев было сформировано греческое правительство в изгнании, состоявшее почти полностью из видных либералов, включая Георгиоса Папандреу и Софоклиса Венизелоса, хотя король Георг II оставался официальным главой государства.
Партия была реформирована после войны. К ней присоединилась Национальная партия Греции Наполеона Зерваса. К 1950-м годам Либеральная партия потеряла значительную часть своей поддержки и в конечном итоге была объединена в Центристский союз (Союз центра) в 1961 году под руководством Георгиоса Папандреу), который выиграл выборы 1963 и 1964 годов. На протяжении всего своего существования Либеральная партия стремилась воспрепятствовать возвышению Коммунистической партии Греции, которая была единственной реальной оппозицией либералам в их важнейшей части электората (беженцев из «новых земель», то есть территорий, приобретённых Грецией после Балканских войн и Первой мировой войны), и которой ей противодействовали и с использованием антикоммунистического законодательства.
В 1980 году Никитас Венизелос, внук Элефтериоса Венизелоса, основал новую партию под тем же названием, претендующую на её преемственность.

## Результаты на выборах
| 1910 | парламентские | нет данных | нет данных | 307 из 362 |
| 1912 | парламентские | нет данных | нет данных | 146 из 181 |
| 1915 | парламентские | нет данных | нет данных | 189 из 316 |
| 1920 | парламентские | 375,803    | ?          | 118 из 369 |
| 1923 | парламентские | нет данных | нет данных | 250 из 398 |
| 1926 | парламентские | 303,140    | 31.6       | 102 из 279 |
| 1928 | парламентские | 477,502    | 46.9       | 178 из 250 |
| 1929 | сенаторские   | 450,624    | 54.6       | 64 из 120  |
| 1932 | парламентские | 391,521    | 33.4       | 98 из 250  |
| 1932 | сенаторские   | 142,575    | 39.5       | 16 из 30   |
| 1933 | парламентские | 379,968    | 33.3       | 80 из 248  |
| 1936 | парламентские | 474,651    | 37.3       | 126 из 300 |
| 1946 | парламентские | 159,525    | 14.4       | 54 из 376  |
| 1950 | парламентские | 291,083    | 17.2       | 56 из 263  |
| 1951 | парламентские | 325,390    | 19.0       | 74 из 258  |
| 1956 | парламентские | нет данных | нет данных | 38 из 308  |
| 1958 | парламентские | 795,445    | 20.7       | 36 из 300  |

## Известные члены
- Элефтериос Венизелос, лидер партии, премьер-министр Греции (1910)
- Георгиос Кафандарис, премьер-министр Греции (1924)
- Андреас Михалакопулос, премьер-министр Греции (1924)
- Софоклис Венизелос, премьер-министр Греции (1944)
- Георгиос Папандреу, премьер-министр Греции (1946)
- Константинос Мицотакис, депутат (1946)

## Лидеры
- Элефтериос Венизелос, 1910—1936
- Темистоклис Софулис, 1936—1948
- Софоклис Венизелос, 1948—1961